# Еммі Мерфі
Еммі Мерфі (4 вересня 1986 ) — американський математик і професор Принстонського університету, фахівець з симплектичної топології, контактної геометрії та геометричної топології.

## Освіта
Мерфі закінчила Університет Невади в Ріно в 2007 році
,
першою у своїй родині здобула диплом коледжу.

Закінчила докторантуру у Стенфордському університеті в 2012 році; її дисертацію «Loose Legendrian Embeddings in High Dimensional Contact Manifolds» керував Яків Еліашберг.

## Кар'єра
Вона була викладачем C. L. E. Moore та асистентом професора Массачусетського технологічного інституту
,
перш ніж в 2016 році розпочала викладання у Північно-Західному університеті, де стала доцентом математики.
В 2021 році вона розпочала викладання у Принстонському університеті як професор.

## Нагороди та визнання
- 2015: Стипендія Слоуна[en];
- 2016: AWM Birman Prize, Королівська академія наук, письменства та витончених мистецтв Бельгії[2][3];
- 2017: Дослідницька премія Джоан і Джозефа Бірманів[en], Асоціація жінок у математиці [3][6];
- 2018: запрошений доповідач на Міжнародному конгресі математиків[7][8];
- 2020: премія за прорив[9];
- 2019—2020: науковий співробітник фон Неймана, Інститут перспективних досліджень [2][10]

## Особисте життя
Еммі Мерфі посеред навчання в аспірантурі зробила камінг-аут як трансгендерна жінка.